# Alfarería en la provincia de Burgos
La alfarería en la provincia de Burgos (España), como fenómeno gremial posterior a la producción recogida en la zona en yacimientos arqueológicos –bien anteriores o elaborados durante la romanización– se ha conservado en algunos centros importantes como el de Aranda de Duero, perdiéndose en otros como el de Castrojeriz, muy asociado a la estética del foco de Astudillo, en la vecina provincia de Palencia. Mención especial merece en algunas monografías la labor de Simón Calvo, alfarero que llegó a desarrollar un personal «estilo historicista», durante la primera mitad del siglo xx, desde su taller en la capital burgalesa. A partir de las últimas décadas de dicho siglo se recuperaría cierta actividad, dando entrada al diseño cerámico de lozas para uso decorativo y mercado turístico. Labor continuada en el xxi en alfares como los instalados en Covarrubias, Ezquerra, Medina de Pomar, Quintanilla del Agua, Villagonzalo y Burgos capital.

## Trabajos de campo y colecciones
Las primeras referencias ducumentales a alfares activos en esta provincia se anotan ya en el siglo xviii en el Catastro de Ensenada (1752) y en las Memorias políticas y económicas de Eugenio Larruga (1792), y un siglo después en las ediciones del Diccionario geográfico-estadístico-histórico de España y sus posesiones de Ultramar. Más precisos e informativos son los estudios de la segunda mitad del xx, a partir de trabajos de campo realizados en la década de 1970, como los que recoge la Guía de los alfares de España publicada en 1981, dirigida por el etnólogo alemán Rüdiger Vossen y la investigadora Natacha Seseña.
Además de las piezas conservadas en el Museo de Artes y Tradiciones Populares, de los trabajos de campo realizados por Guadalupe González-Hontoria, la colección de cerámica nacional del Museo de Chinchilla de Montearagón guarda piezas de los alfares arandeses de Maximiliano, Domingo y Rélix Martín, y una terracota reproduciendo el Monumento al pastor, obra de Fidel Izquierdo. Otras colecciones de alfarería de basto producida en alfares burgaleses son las reunidas por el Equipo Adobe.

## Alfares de Aranda de Duero
A partir del estudio publicado en 1982 por Juan Gabriel Abad en la revista de etnografía Narria sobre Los alfares arandinos, pueden seguirse los precedentes gremiales y evolución de la alfarería en Aranda de Duero y su entorno. Sobresalen los componentes de la saga “Martín Feliz” que de la producción tradicional de cántaros, jarros, porrones y barreños han evolucionado a nuevas formas no necesariamente funcionales.

## Alfares desaparecidos
Varios estudios etnográficos recogen la noticia de actividad alfarera desaparecida en muy diversas localidades de la geografía burgalesa que dan una idea somera de su importancia socioeconómica. Así Natacha Seseña enumera las barrerías y ollerías perdidas en Ameyugo, Castrojeriz,  Escóbados de Abajo, Espinosa de los Monteros, Gumiel de Izán, Huerta de Rey, Lerma, Quintanilla del Agua y Roa de Duero. Antonio Bellido, por su parte, añade a esta lista puntual de un periodo relativamente reciente (a caballo entre los siglo ), los centros de Belorado, Miranda de Ebro, Munilla (Valle de Valdebezana), Robredo de las Pueblas, San Martín del Rojo (Manzanedo), Santa Inés o Villanueva Carrales (Alfoz de Bricia).